# Gynochthodes nigra
Gynochthodes nigra är en måreväxtart som först beskrevs av Elmer Drew Merrill, och fick sitt nu gällande namn av Elmer Drew Merrill. Gynochthodes nigra ingår i släktet Gynochthodes och familjen måreväxter.
Artens utbredningsområde är Filippinerna. Inga underarter finns listade i Catalogue of Life.